# Ángel Cristo

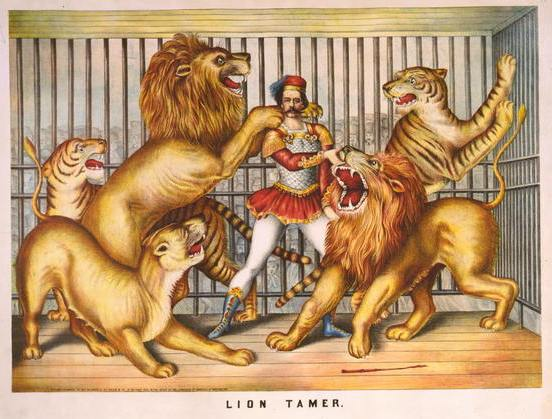
Tidig okänd lejontämjare, cirka 1873

Ángel Cristo (född Angel Christoforo Dordi), född 17 oktober 1944 i Huelva Spanien, död 4 maj 2010 i Alcorcón, var en berömd spansk cirkusartist och djurtämjare i slutet på 1900-talet.

## Biografi
Cristo föddes som son till cirkusparet Margaret Dordi och Cristoforo Papadópulo, han började själv vid cirkusen 1961 och debuterade som djurtämjare den 17 oktober 1966, 1970 startade han sin egen cirkus "Circo Ruso".
Cristo var ett känt namn under 1960-, 1970- och 1980-talen, han turnerade mest inom Spanien men i november 1972 höll han föreställningar i Frankrike (vid "Cirque de la Voix du Nord" i Lille och "Cirque d’Hiver" i Paris). Han skadades upprepade gånger samt ådrog sig flera allvarliga skador bland annat 1980, 1982, 1990 och 1995.
Cristo var gift två gånger, första äktenskapet ingicks med Renata Tanton (död 1979), andra giftermålet hölls 1980 med Bárbara Rey i Valencia (skild 1988).
1982 tilldelades han guldmedaljen (la Medalla de Oro) vid spanska cirkusfestivalen Festival Internacional del Circo. 1983 medverkade han i den spanska filmen El Cid cabreador.
Kring 1994 började han lida av depressioner och föll i missbruk och drog sig tillbaka från cirkuslivet. Han gjorde comeback 1996 men cirkusen belades med embargo av spanska staten på grund av missförhållanden i djurhållningen. 2001 omhändertogs djuren och han återföll i missbruk.
Cristo dog 2010 på sjukhuset Hospital Universitario de Alcorcón i Madrid i sviterna av en hjärtinfarkt, han begravdes på kyrkogården Cementerio de la Almudena i Madrid.